# Rhipidopathes reticulata
Rhipidopathes reticulata är en korallart som först beskrevs av Eugen Johann Christoph Esper 1795.  Rhipidopathes reticulata ingår i släktet Rhipidopathes och familjen Aphanipathidae. Inga underarter finns listade i Catalogue of Life.